# Souvonica
Souvonica es el segundo álbum de la agrupación de Jazz estadounidense 8½ Souvenirs, lanzado en 1997. Fue el primer disco de la banda en incluir un Acordeón dentro de la formación.
Se considera un disco alegre y optimista, más que su antecesor. Hay aires italianos en el riff de acordeón de la bailable Off White. Cognac, segunda canción del disco suena similar a Kazango, de su disco anterior. Tango Lunático, está en compás de 2/4, y cuenta con una difícil interpretación de voz del tipo soprano, por parte de la vocalista Juliana de Sheffield. La mayoría de las canciones son compuestas por la banda.

## Canciones
| Lista de canciones |                   |                                  |          |  |
| N.º                | Título            | Escritor(es)                     | Duración |  |
| 1.                 | «Off White»       | 8½ Souvenirs                     | 2:55     |  |
| 2.                 | «Cognac»          | 8½ Souvenirs                     | 3:31     |  |
| 3.                 | «Souvonica»       | 8½ Souvenirs                     | 2:45     |  |
| 4.                 | «Tango Lunatico»  | 8½ Souvenirs                     | 3:32     |  |
| 5.                 | «Paris»           | 8½ Souvenirs; Nino Rota; Padilla | 3:06     |  |
| 6.                 | «Absentee Rag»    | 8½ Souvenirs                     | 2:54     |  |
| 7.                 | «Pass' Temps»     | 8½ Souvenirs                     | 4:00     |  |
| 8.                 | «Chez Yvette»     | 8½ Souvenirs                     | 2:47     |  |
| 9.                 | «Afmacord»        | Nino Rota                        | 3:23     |  |
| 10.                | «Shut the door»   | 8½ Souvenirs; Jack Hazzard       | 2:39     |  |
| 11.                | «Serpent Charmer» | Emile Carrara                    | 3:32     |  |
| 35:10              |                   |                                  |          |  |